# Gabriela Adameșteanu
Gabriela Adameșteanu (ur. 2 kwietnia 1942 w Târgu Ocna) – rumuńska pisarka. 

## Życiorys
W latach 1960–1965 studiowała na wydziale literatury na uniwersytecie w Bukareszcie. Debiutowała w 1975 powieścią Drumul egal al fiecărei zile. Jest autorką czterech powieści, dwóch zbiorów opowiadań oraz tomów eseistycznych. Była tłumaczona na wiele języków, w języku polskim ukazała się jej realistyczna powieść Dimineață pierdută (pod tytułem Stracony poranek). Jej akcja rozgrywa się na dwóch planach czasowych i obejmuje wydarzenia I oraz II wojny światowej, a także rzeczywistość rumuńskiej stolicy w latach 70. oraz 80. XX wieku. Po rewolucji w 1989 była m.in. redaktorką Revista 22 oraz pisma Bucureștiul Cultural. Ma w dorobku również tłumaczenia z języka francuskiego (Héctor Bianciotti, Guy de Maupassant).

## Powieści
- Drumul egal al fiecărei zile (1975)
- Stracony poranek (Dimineață pierdută, 1983)
- Întâlnirea (2003)
- Provizorat (2010)